# Rock al Parque
Rock al Parque es un festival de música que se lleva a cabo anualmente en la ciudad de Bogotá (Colombia) desde 1995 hasta la fecha con excepción de los años 2020 y 2021, donde el evento se canceló debido a la pandemia por COVID-19. Luego de XIX ediciones, Rock al Parque se ha consolidado como el festival gratuito y al aire libre más grande de Latinoamérica y uno de los más importantes del mundo en su género.
En este festival se han presentado artistas nacionales de la talla de Juanes, Aterciopelados, 1280 Almas,La Pestilencia,Darkness,La Derecha, Kraken, Estados Alterados, Superlitio, Doctor Krapula, Bomba Estéreo y Chocquibtown además de artistas internacionales como Epica, Mägo de Oz, Haggard, Fabiana Cantilo, Javiera Mena, Fito Páez, Café Tacvba, Anthrax, Draco Rosa, Charly García, Julieta Venegas, Los Auténticos Decadentes, Luis Alberto Spinetta, Molotov, Sepultura, Saratoga, Lamb of god, Panteón Rococó, Caramelos de cianuro, Gondwana, El Cuarteto de Nos, Apocalyptica, Manu Chao, Maldita Vecindad, Jaguares, Miranda!, Babasónicos y Plastilina Mosh.
Es el pionero de la serie Festivales Al Parque impulsados por la Secretaría Distrital de Cultura, Recreación y Deporte y con la cual se busca dar a conocer y difundir el arte nacional a través de una convocatoria que se adelanta año tras año como una estrategia cultural para fomentar la apropiación del espacio público a través de las artes, y que en el caso de Rock al Parque ha permitido la participación anual de entre 20 y 30 bandas distritales como resultado de la convocatoria pública conocida como Beca Festival Rock al Parque.

## Historia

### Los inicios (1995-1999)
El festival Rock al Parque tiene sus raíces en los Encuentros de Música Juvenil que se realizaron en el Planetario Distrital desde 1992, una iniciativa del cantante Mario Duarte, miembro de la banda La Derecha. Aunque estos encuentros abarcaban diversos géneros musicales, fue el rock el que tuvo mayor acogida, que ya había sido parte de la identidad capitalina desde mediados de los 50 y que había sido opacado por la creciente violencia en el país, teniendo una especie de resurgimiento entre los nuevos jóvenes. Sin embargo, aún faltaban escenarios donde pudieran disfrutarlo y desarrollarlo.
A partir de esta base, Duarte, junto con la antropóloga y gestora cultural Bertha Quintero y el empresario de eventos Julio Correal, buscaron el apoyo del Instituto Distrital de Cultura y Turismo (IDCT) para crear un festival que promoviera las bandas de rock locales y, al mismo tiempo, fomentara la convivencia y la tolerancia entre los jóvenes.  Así fue como nació Rock al Parque, siendo uno de los aspectos más destacados, pensarlo como un evento gratuito, lo que permitió a miles de jóvenes acceder a una experiencia musical de gran escala. Este gesto de inclusión lo convirtió en una plataforma para otros sectores de la industria, como sonidistas, productores y montajistas, lo que permitió una mayor profesionalización del evento.

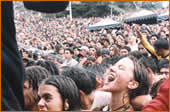
Rock al Parque 1997

La primera edición se celebró del 26 al 29 de mayo de 1995 en varios escenarios de la ciudad como el teatro al aire libre de La Media Torta, el Parque Simón Bolívar, el Parque Estadio Olaya Herrera y la Plaza de Toros La Santamaría (único lugar donde se cobró entrada ese año). El evento tuvo una respuesta inesperada, con más de 80000 asistentes, y la presentación de bandas como Aterciopelados y 1280 Almas que fueron parte de esta primera edición. Si bien la organización era rudimentaria, para muchos asistentes fue la oportunidad de poder ver por primera vez a sus bandas favoritas en un estadio. Sobre esto Chilango Páez (director de Bacánika) recuerda que "Era la primera vez que muchos –yo diría que la mayoría de los jóvenes bogotanos– veíamos una tarima tan grande con un sonido tan potente. No importaba si conocíamos a las bandas, igual saltábamos, coreábamos y pogueábamos", igual que Andrés López (locutor de Caracol Radio y presentador en Canal 13) relata: "fue la primera vez en mi vida que escuché a una banda de rock tocando en un estadio".

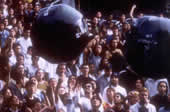
Rock al parque 1998

La segunda edición del festival se llevó a cabo de manera totalmente gratuita eliminando el escenario de la Plaza de Toros. Este año, los jurados incluyeron a figuras como Chucho Merchán, Camilo Pombo, Diana Uribe, entre otros. Sin embargo, no todo fue fácil para el festival, ya que en 1998, Rock al Parque estuvo a punto de desaparecer debido a la falta de apoyo del IDCT, que no veía el evento como una prioridad para el desarrollo cultural de la ciudad. Afortunadamente, la protesta de los jóvenes y el apoyo de la opinión pública lograron que el festival se salvara siendo declarado patrimonio cultural de Bogotá y, con esto, garantizando su continuidad. Héctor Mora quien dirigió el festival entre 1998 y 2003, recuerda que "La resistencia por parte de la institucionalidad era enorme. Para que se llevara a cabo el festival, tenía que haber un delegado de la Secretaría de Gobierno todos los días".
A pesar del éxito, no todo fue fácil en los primeros años porque por un lado, las autoridades locales mostraban una fuerte resistencia al evento, sin embargo supieron sortear los obstáculos y lograron consolidar el evento como un espacio tanto para las bandas locales como para los fanáticos del género. Por otro lado, la aceptación del público, que fluctúa sus intereses y no duda en hacer notar su gusto o rechazo ante los artistas que se presentan. Héctor Mora reconoce que "le da mucha risa cuando pelean por géneros porque ese año vino Puya (un grupo de metal con timbales) y los asistentes fueron felices", pero es parte de la esencia del evento, abrir un lugar donde los jóvenes puedan encontrarse y disfrutar del rock sin barreras.
Con el tiempo, el festival fue ganando más espacio en la ciudad y, para finales de los 90, ya se había convertido en un evento cultural clave para Bogotá, reflejando no solo el auge del rock, sino también la necesidad de los jóvenes de tener un lugar donde pudieran expresarse libremente. Además de mantenerse fiel a su propósito: ofrecer un espacio para las bandas locales y darles la visibilidad que merecen como un acto de resistencia cultural para manifestar inconformidades y resistir a las estructuras tradicionales de poder. Ofreciendo de manera paralela al evento principal diferentes actividades como seminarios, talleres, conferencias y clases magistrales programadas que incluyen a académicos y diferentes invitados. El festival inicialmente solo se especializaba en bandas de rock, pero poco a poco se fue abriendo a otros géneros, como el punk, reggae, ska y blues. Debido a la naturaleza distrital del evento, el festival es transmitido en vivo por el Canal Capital y la emisora Radiónica donde también se realizan entrevistas a los participantes después de las presentaciones.

## Participantes
El festival presenta bandas nacionales e internacionales de diferentes géneros, los artistas nacionales desde 1997 son seleccionados por un jurado escogido por convocatoria abierta después de participar en un proceso de varias etapas (preselección, audiciones y presentación en vivo). Las bandas elegidas tienen como premio un incentivo económico establecido por decreto, y la oportunidad de compartir escenario y experiencias con bandas internacionales y hacer parte de toda la publicidad y despliegue mediático del evento, siendo un lugar de nacimiento de grandes artistas. Los artistas internacionales y algunos otros nacionales son invitados por el comité organizador.
Hasta la versión de 2009 se han presentado 473 bandas.

## Rock al Parque, un festival atípico
Por varias razones Rock al Parque es un festival sui generis. No está permitida la venta de bebidas alcohólicas y tampoco se puede fumar a pesar de tratarse de un recinto al aire libre. No se puede entrar con cinturones metálicos y tanto mujeres como hombres deben despojarse de zapatos y calcetines como parte de las requisas rutinarias de seguridad en las puertas de acceso; tampoco se puede ingresar con camisetas de equipos de fútbol. Los conciertos comienzan a la una de la tarde y terminan puntualmente a las 10 de la noche (aunque en la edición del 2012 se extendieron los tres días, hasta las 11 de la noche y en la edición de 2019, el cierre programado para el 1 de julio terminó el 2 de julio a la una de la madrugada). De las 80 mil personas que asistieron en 1995 al primer Festival, se ha pasado a convocatorias cada vez más grandes. El recinto donde se celebra actualmente es el Parque Simón Bolívar. Hasta el año 2009 habían asistido 3.092.000 personas.

## Ediciones

### 1995 (26 al 29 de mayo)
Primera edición de rock al parque, sólo este año se cobró el ingreso a los conciertos en la Plaza de Toros. Se destaca en el cartel nacional la presencia de Aterciopelados, Minga Metal,Darkness, Morfonía, 1280 Almas, Catedral, Danny Dodge, Marlohabil y La Derecha. El cartel internacional lo conforman Fobia de México y Seguridad Social de España.

### 1996 (18 y 19 de mayo)
Participan bandas nacionales como Grupo Ático, Danny Dodge, Dogma, Sagrada escritura, Policarpa y sus viciosas, La Pestilencia y Agony. La cuota internacional corre por cuenta de Lucybell y Los Tetas de Chile, Los Auténticos Decadentes de Argentina, Spias y Zapato 3 de Venezuela, Los Zopilotes de Perú, La Lupita de México y Puya de Puerto Rico.

### 1997

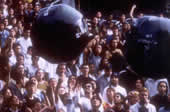
Público en la edición del año 1998.

En este año, el festival pasa a ser parte del programa de Cultura Ciudadana de la Alcaldía Mayor de Bogotá. También se realizan por primera vez eliminatorias en vivo, lo cual amplía la participación de las bandas de la ciudad. Se presentan bandas como Kraken de Medellín, Grupo Ático de Bogotá, Cancerbero de Bogotá, Claroscuro de Venezuela, Control Machete y La Maldita Vecindad de México, Todos Tus Muertos, Los 7 Delfines y A.N.I.M.A.L de Argentina y Chancho en Piedra de Chile.

### 1998 (10 al 12 de octubre)
Este año Rock al parque estuvo a punto de desaparecer al considerarse poco prioritario para el desarrollo cultural de la ciudad. Ante la oposición de miles de personas el festival se realiza en el mes de octubre, fecha que se mantuvo hasta el 2008 (Entre octubre y noviembre). Participan PollitoChicken, Morfonia, Ultrágeno, SuperLitio de Cali, Estados Alterados y Tenebrarum de Medellín, Chatoband, Indio Uribe, Raíz, Dogma Sinaca, Ajibaboso, La Severa Matacera, Cuervo Blanco, Acutor,  Agony, Purulent, Ingrand, A.N.I.M.A.L de Argentina, Robi Draco Rosa de Puerto Rico, Resorte de México, Desorden Público de Venezuela y Niños Con Bombas de Hamburgo con miembros de Chile, Brasil y Alemania.

### 1999 (16 al 18 de octubre)
Participaron bandas nacionales como 1280 Almas, Aborigen, Casa Roja, Charconautas, Defenza, Dogma Sinaca, Ajibaboso, Ethereal, Kilcrops, Cuervo Blanco, La Pestilencia, Zoma, Vértigo, Navarra, Morfonia, Los Felics, entre otras. Las bandas internacionales invitadas son Café Tacuba, Molotov, Julieta Venegas, Niños Con Bombas de Alemania, Control Machete, Guillotina y Las Víctimas del Doctor Cerebro, de México; Eminence de Brasil e Illya Kuryaki & The Valderramas de Argentina. Huelga de hambre de Perú. Según la crítica ha sido una de las mejores ediciones del festival por la calidad de las bandas invitadas.

### 2000 (15 y 16 de octubre)

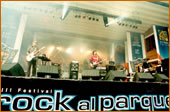
Festival en la versión del año 2002.

Se cuenta con la participación de Manu Chao de Francia; La Sarita de Perú; Los Pericos, Divididos y La Mosca Tse Tse de Argentina y Octavia de Bolivia; Doctor Krápula, Los De Adentro, Vulgarxito, Pornomotora, Koyi K Utho, Legend Maker, Ion, Radar, La Severa Matacera, Ultrágeno y Aterciopelados.

### 2001 (3 al 12 de octubre)
Por única ocasión, el festival se extendió por toda una semana, además se incluyeron nuevos escenarios como el Parque El Tunal y el Parque El Renacimiento. Originalmente se planeó realizar una jornada en la Universidad Nacional, pero por problemas de seguridad se reemplazó por el Parque el Renacimiento. Se incluyó una jornada exclusiva para la música electrónica. Se contó con la presencia internacional de Caramelos de Cianuro, El Gran Silencio, King Chango, Kinky, Los Amigos Invisibles, Los Mentas, Los Mox y Los Tetas entre otros. 

### 2002 (9 al 11 de octubre)
El festival vuelve a su formato de tres días. Entre las bandas internacionales están Volován de México y Lenine de Brasil.

### 2003 (11 al 13 de octubre)

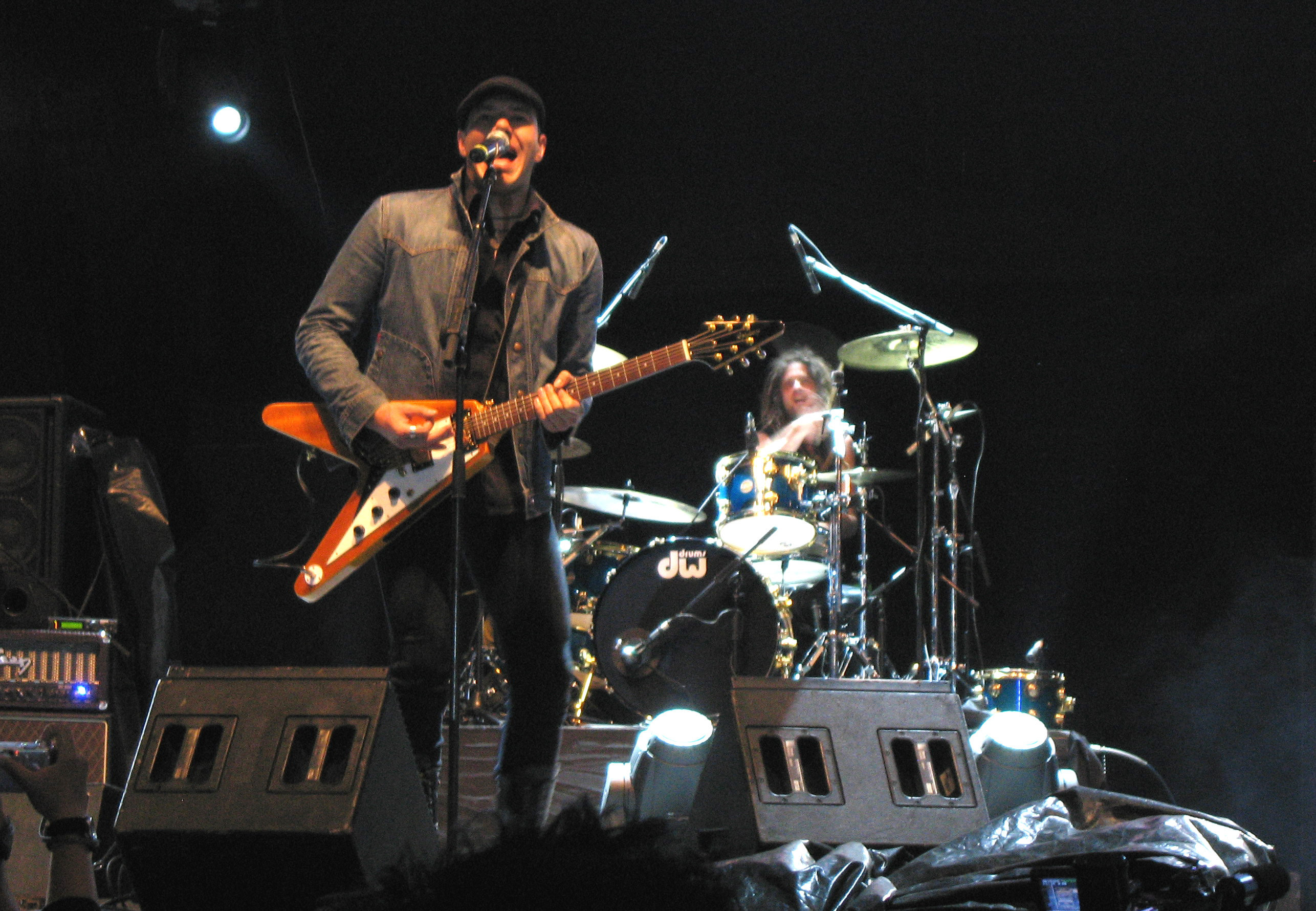
Catupecu Machu en Rock al Parque.

Las bandas internacionales participantes fueron La Mississipi Blues Band, 69 Nombres, Catupecu Machu de Argentina; Plastilina Mosh, Panteón Rococó de México y Monstrosity de Estados Unidos. Las bandas locales sobresalientes fueron La Pestilencia, Diva Gash 1280 Almas y The Ganjas

### 2004 (30 de octubre al 1 de noviembre)
Se celebraban diez años de vida del festival. La cuota internacional fue dada por Catupecu Machu, Luis Alberto Spinetta, Los Auténticos Decadentes y Babasónicos de Argentina; The Skatalites de Jamaica; Ely Guerra, Café Tacuba, Molotov, Julieta Venegas y Kinky de México; Robi Draco Rosa de Puerto Rico y Libido de Perú. El festival se caracterizó por su gran asistencia y las enormes críticas a los organizadores por incluir en un festival característicamente roquero a artistas pop y de música electrónica. La influencia de patrocinadores como Coca-Cola y Mtv disgustó a muchos de los antiguos seguidores del festival y roqueros tradicionales.

### 2005 (15 al 17 de octubre)

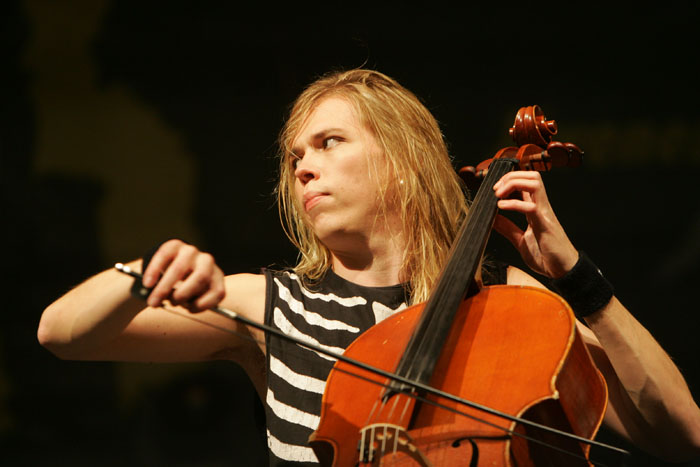
Apocalyptica en Rock al Parque.

La apertura del festival, por primera vez en su historia, contó con más de cuarenta mil asistentes para la presentación de Kraken con la Orquesta Sinfónica de Bogotá. La cuota internacional estuvo representada por Suicidal Tendencies, Cabezones, Desorden Público, SIQ de Ecuador, Miranda!, A.N.I.M.A.L., Capri, Guiso, The Ganjas, VHS or Beta y Jaguares. En el aspecto nacional se destacaron Estados Alterados, Nawal, I.R.A., Tránsito, The Black Cat Bone, Raíz, Ataque En Contra, Cuerpo Meridiano, Visor, Neurosis y Sicotrópico. El evento más destacado del festival, y uno de los más recordados en la historia del evento, fue la presentación de la banda Apocalyptica (esperada desde mucho tiempo atrás), la cual logró maravillar a todos los asistentes.

### 2006 (14 al 16 de octubre)
Día De los Muertos, Death by Stereo y Fear Factory de Estados Unidos; Botafogo, Horcas, Karamelo Santo y Turf de Argentina; Filtro Medusa de Panamá; División Minúscula, Panda, Telefunka y Zoe de México; Papashanty y Chucknorris de Venezuela y Manu Chao de Francia dieron la cuota internacional en esta edición. La cifra de asistencia fue la segunda más alta en toda la historia del Festival. 43 bandas de 7 países, 350 artistas en escena, un gran despliegue técnico y logístico y tres días de extrema convivencia caracterizaron la versión número 12 del Festival.

### 2007 (3, 4, 5 y 10 de noviembre)

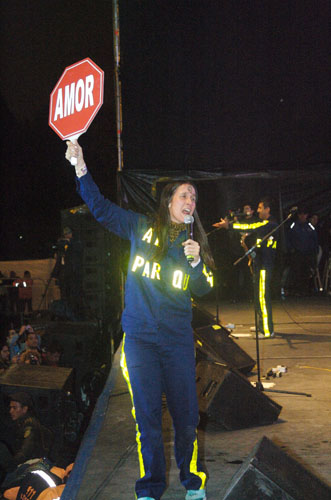
Aterciopelados en Rock al parque 2007.

La decimotercera entrega del festival fue especialmente realizada como un homenaje a las bandas de rock colombianas. Se planeó el festival con las habituales dos tarimas independientes, sin embargo una tremenda granizada obligó a cancelar las presentaciones del día sábado y reprogramar los conciertos de los artistas internacionales para el siguiente día, que además se vio alterado en el tiempo de cada banda por el cierre del escenario Lago que no estaba en buenas condiciones después de la lluvia. La jornada del día lunes no se vio afectada, ya que se rehabilitó la segunda tarima.
Debido a los inconvenientes climáticos, se programó de manera extraordinaria una jornada para el día 10 de noviembre para bandas de metal. Se incluyeron dos bandas más a las originalmente previstas: Koyi K Utho y la mexicana Brujería.
Los artistas internacionales presentados fueron Los Bunkers de Chile; El Cuarteto de Nos de Uruguay; Azafata, Carajo y Catupecu Machu de Argentina; Brujería de México; Los Amigos Invisibles de Venezuela; Agent Steel, Coheed & Cambria y Have Heart de Estados Unidos; Rocola Bacalao de Ecuador y Cienfue de Panamá. Se produjo el reencuentro de la banda local Ultrágeno, la presentación de la leyenda del rock colombiano Chucho Merchán y el cierre por parte de Aterciopelados.

### 2008 (1, 2 y 3 de noviembre)
La decimocuarta entrega del festival tiene como novedad la incursión de la Orquesta Filarmónica de Bogotá como organizadora del evento junto con la Secretaría de Cultura, Recreación y Deporte.
La lluvia impidió gravemente la realización del evento lo que llevó a la cancelación de bandas como 1280 Almas, El Sie7e, Pornomotora y Ciegosordomudos, entre otras. La tarima Lago tuvo que ser cerrada los días domingo y lunes debido a que el terreno resbaloso era un riesgo para los asistentes. Además, se había abierto tarde, porque el pasto seguía muy mojado, debido a las intensas lluvias.
Por eso la organización del evento decidió seriamente cambiar la fecha del festival. La directora ejecutiva de la Orquesta Filarmónica de Bogotá, entidad que tiene a su cargo la realización del evento, afirmó que se estudiará cuál será la mejor temporada.

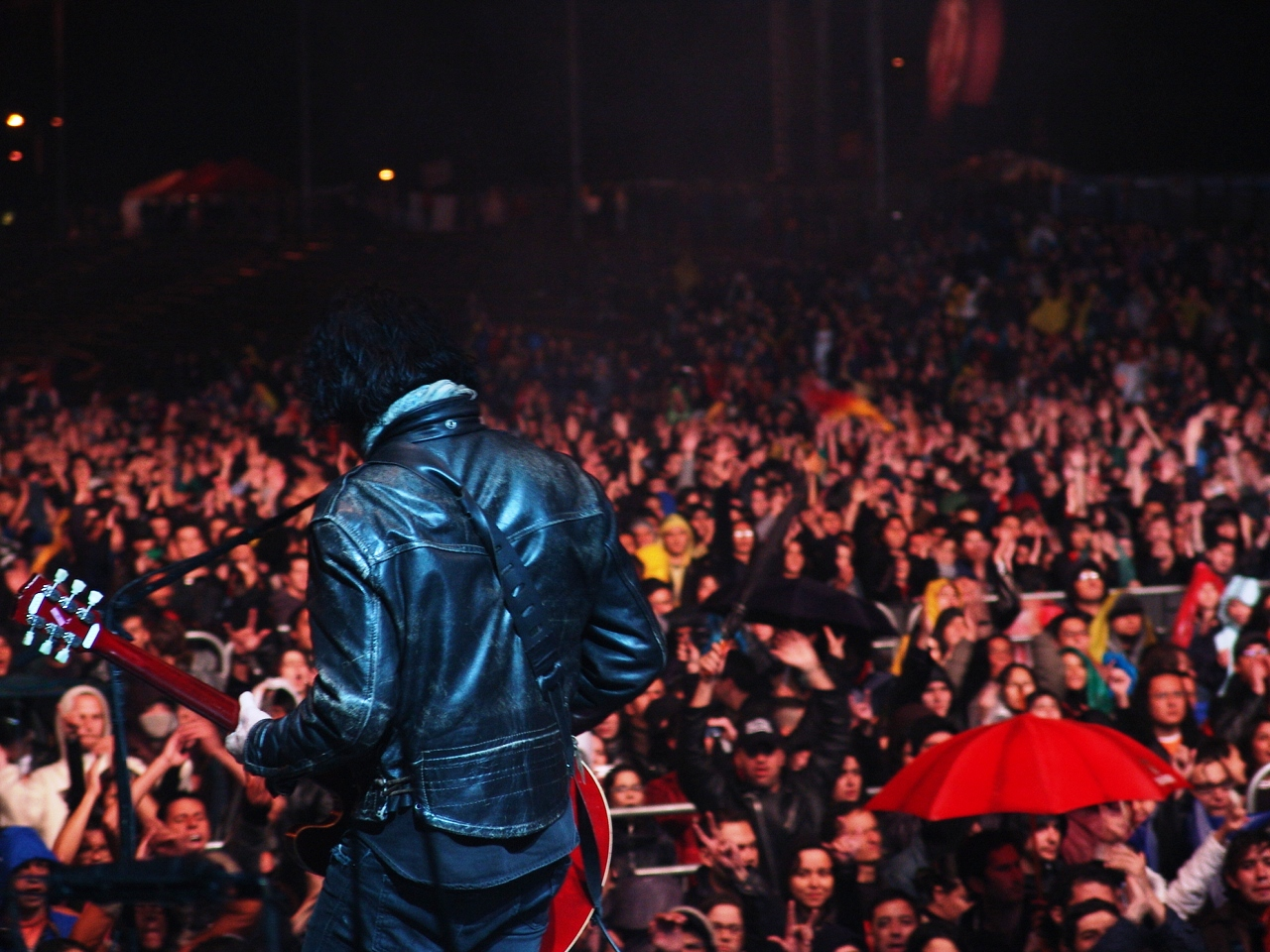
Black Rebel Motorcycle Club en la versión del año 2008

El evento contó con la participación de 14 agrupaciones internacionales, 24 distritales y 12 nacionales durante los tres días en el parque Metropolitano Simón Bolívar. Se destacan la participación de bandas como Carcass, Black Rebel Motorcycle Club, Bloc Party, Gondwana y Doctor Krápula entre muchos otros.
Debido a una cancelación en una fecha en la gira que adelantan en Argentina, la agrupación Argentina Bersuit Vergarabat no pudo cambiar las reservas aéreas y no pudieron tocar en el cierre del último día del Festival como estaba previsto.
- Invitados De Bogotá:

Odio a Botero- Pornomotora- Nawal- Koyi K Utho- El Sie7e- 1280 Almas- Doctor Krápula y Ciegossordomudos
- Invitados Nacionales:

Kronos (Cali), Masacre y PopCorn de (Medellín), No Importa (Barranquilla) y Señores Usuarios (Medellín).
- Invitados Internacionales:

Carcass, Paradise Lost y Bloc Party (Inglaterra), Black Rebel Motorcycle Club (Estados Unidos), Thermo, Austin Tv, Los Concorde y Panteón Rococó (México), Babasónicos y Árbol (banda) (Argentina), Sargento García (Francia), Gondwana (Chile), Ratos de Porão (Brasil), La Kinky Beat (España) y Muscaria (Ecuador).
- Seleccionados Bogotá:

Andrés Osorio's Band - Awaken – Barriosanto – Deeptrip – Delavil - El Hombre Limón - Elsinsentido – Enepei – Entropía - Ethereal - Fractal Flesh- F-Mac – Heartless - Los Swingers - Loathsome Faith – Mmodcats –Monojet – Profetas – Santafuma - Smoking Underdog –Solokarina – Thunderblast - Tio Cabeza y Velandia Y La Tigra.
Más de 250000 asistentes contó esta edición.

### 2009 (27, 28 y 29 de junio)
En la decimoquinta edición del festival se celebraron los 15 años de vida del mismo. Entre novedades del evento estuvo el cambio de fecha del festival en junio, debido a los problemas de clima del año anterior. Las jornadas iniciaron el 23 de junio con actividades académicas, que se retoman de años anteriores en los que el festival ofrecía a sus más fieles seguidores espacios educativos con personalidades del ámbito musical nacional e internacional y este año, con motivo de la celebración de los 15 años, el festival volvió a generar este espacio educativo referente al rock. Las jornadas de conciertos se llevaron a cabo para los días 27, 28 y 29 de junio en el Parque Metropolitano Simón Bolívar. Para esta versión de aniversario se instalaron tres tarimas simultáneas, en las que por primera vez en la historia del certamen, el público asistente podrá disfrutar de más bandas (60 en total).
Otra novedad fue el recibimiento de bandas emergentes de los festivales Nuevas Bandas de Venezuela, Quito Fest de Ecuador y Panamá Rock, festivales que a su vez, recibirán a los ganadores de las convocatorias distritales en rock de la Orquesta Filarmónica de Bogotá, en una apuesta por la internacionalización del festival. Una curiosidad fue que la edición de este año fue realizada el mismo fin de semana en que se realizó el festival Vive Latino de México.
Los atristas internacionales invitados fueron: Fito Páez (Argentina) (cerrando el festival), Árbol (Argentina), Ely Guerra (México), Haggard (Alemania), Ina Ich (Francia), Instituto Mexicano del Sonido (México), Kinky (México), Kop (España), Los Cafres (Argentina), Morbid Angel (Estados Unidos), Plastilina Mosh (México), Candy 66 (Venezuela), Señor Loop (Panamá), Molotov (México), Desccomunal (Ecuador), Tom Cary (España).

### 2010 (3, 4 y 5 de julio)

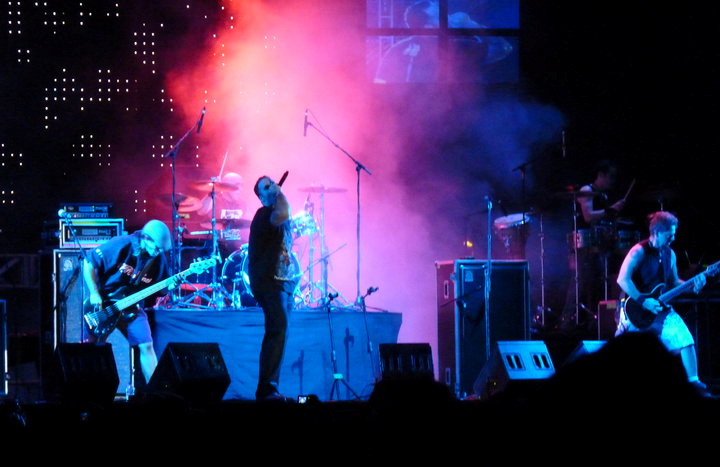
Puya en el escenario secundario, en el 2010.

Para esta edición hubo una inversión total de 2800 millones de pesos Colombianos, incluyendo gestión y alianzas estratégicas, un estimado de 266 mil personas asistentes durante los tres días y un reporte oficial de cero disturbios o heridos. Además se presentaron 5 festivales locales: Festival Rock 10 de la Localidad de Engativá, Usmetal Festival de la Localidad de Usme, Rock Hyntiba de la Localidad de Fontibón, Rockalidad 4.ª de la Localidad de San Cristóbal y Rock por los Derechos Humanos de la Localidad de Ciudad Bolívar que dieron una oportunidad a las bandas distritales de preparase técnicamente para el evento.
Las 30 horas del evento fueron trasmitidas en vivo por varios canales nacionales y otros medios masivos de comunicación, con un equipo de más de 80 personas, que cubrieron todas las actividades del festival. Desde la 1 p. m. hasta el final de las presentaciones, periodistas especializados en rock, entrevistaron a las bandas y comentaron sobre los distintos aspectos del festival. La Revista Shock transmitió la señal vía internet a través de www.shock.com.co y la Red Nacional de Canales Regionales conformada por Telepacífico, Teleantioquia, Telecafé, Canal Tro, RCI, Teleislas, Telecaribe y Canal 13, estuvo conectada a la señal de Canal Capital. Adicionalmente las emisoras de radio nacionales como: Radionica o Radioactiva siguieron en vivo el evento.
Los artistas internacionales invitados fueron: Shadows Fall (Estados Unidos), Samael (Suiza), Def Con Dos (España),
Biohazard (Estados Unidos), Ky-Mani Marley (Jamaica), Asian Dub Foundation (Inglaterra), Sudakaya (Ecuador), No Te Va Gustar (Uruguay), Puya (Puerto Rico), Zoé (México), Mute Math (Estados Unidos), Andrés Calamaro (Argentina), Hello Seahorse! (México),
A Place to Bury Strangers (Estados Unidos)

### 2011 (1, 2,3 y 4 de julio)
Con el mayor registro de asistencia en sus 17 años de historia con 336 mil personas a lo largo de los cuatro días, en el Parque Simón Bolívar que fue adecuado desde cualquier punto de vista con una infraestructura impresionante; entre zonas de público, tarimas, producción de luces y video, 560 mil vatios de sonido.
Este año se caracteriza por la adición de un día al festival, el eslogan de este año es: Naturaleza rock, Naturaleza viva. Se incluyeron grupos representativos del metal colombiano; estas fueron las bandas invitadas:
- CARTEL INTERNACIONAL
- Julieta Venegas (México), Fobia (México), Toreros Muertos (España), Buraka Som Sistema (Portugal), Fischerspooner (Estados Unidos), Cultura Profética (Puerto Rico), Black Uhuru, (Jamaica), Delorean (España), Astro (Chile), Nacao Zumbi (Brasil), BLK JKS (Sudáfrica), Descartes a Kant (México), Destruction (Alemania), Overkill (Estados Unidos), DRI (Estados Unidos), Dead Kennedys (Estados Unidos), Dischord (Venezuela)

- TRIBUTO METAL BOGOTANO
- Darkness, Killcrops, Ursus, Undertreath, Sobibor, Neurosis, Purulent, Ethereal, Sangre picha, Leishmaniasis, Ingrand

- * BANDAS INVITADAS
- * Choquibtown, Bomba Estéreo, La Derecha, La Pestilencia, Doctor Krápula, Voodoosouljah, Skampida, Triple X, Dar A Cada Uno Lo Que Es Suyo, Ataque En Contra

- NACIONALES
- * De bruces a mí, Parlantes, Nepentes, Determinación, Athanator, Twitligth glimmer, Velo de oza, Grito

- DISTRITALES
- * Milmarias, Brand new blood, Bhang, Stained glory, Pulenta, Antipoda, Alfonso espriella, Red o clock, Pr1mal, Endark, Zagreb, Under red blood skies, Hybrid minds, José Fernando cortes, Maniatikatz, Info, Purple zipers, Alto grado colombiano, Telebit, Entropía, Alligator, Vulgarxito, Tantan morgan, Stayway, Deeptrip en la casa, Larvante, High rate extinction, Sigma, Holocaust of blood, Nosferatu, Road wailer, Anger rise, The passenger, Lavanda inglesa, Cuántica

### 2012 (30 de junio, 1 y 2 de julio)
Durante este año se llevó a cabo el Festival entre el 30 de junio y el 2 de julio en el Parque Metropolitano Simón Bolívar. Este año Rock al Parque es la Fuerza de la Diversidad. Una apuesta para que la vitrina de la música independiente y alternativa más importante del país pueda proyectarse al siglo XXI con las puertas abiertas, reencontrando el legado de las grandes bandas e incluyendo los colores y sonidos de las nuevas propuestas.
62 agrupaciones entre bandas distritales ganadoras por convocatoria, bandas nacionales e internacionales invitadas, estuvieron compartiendo durante estos tres días en las tres tarimas del festival, el cual tuvo su cierre a cargo del músico argentino Charly García y la banda de punk NOFX.

### 2013 (29, 30 de junio y 1 de julio)

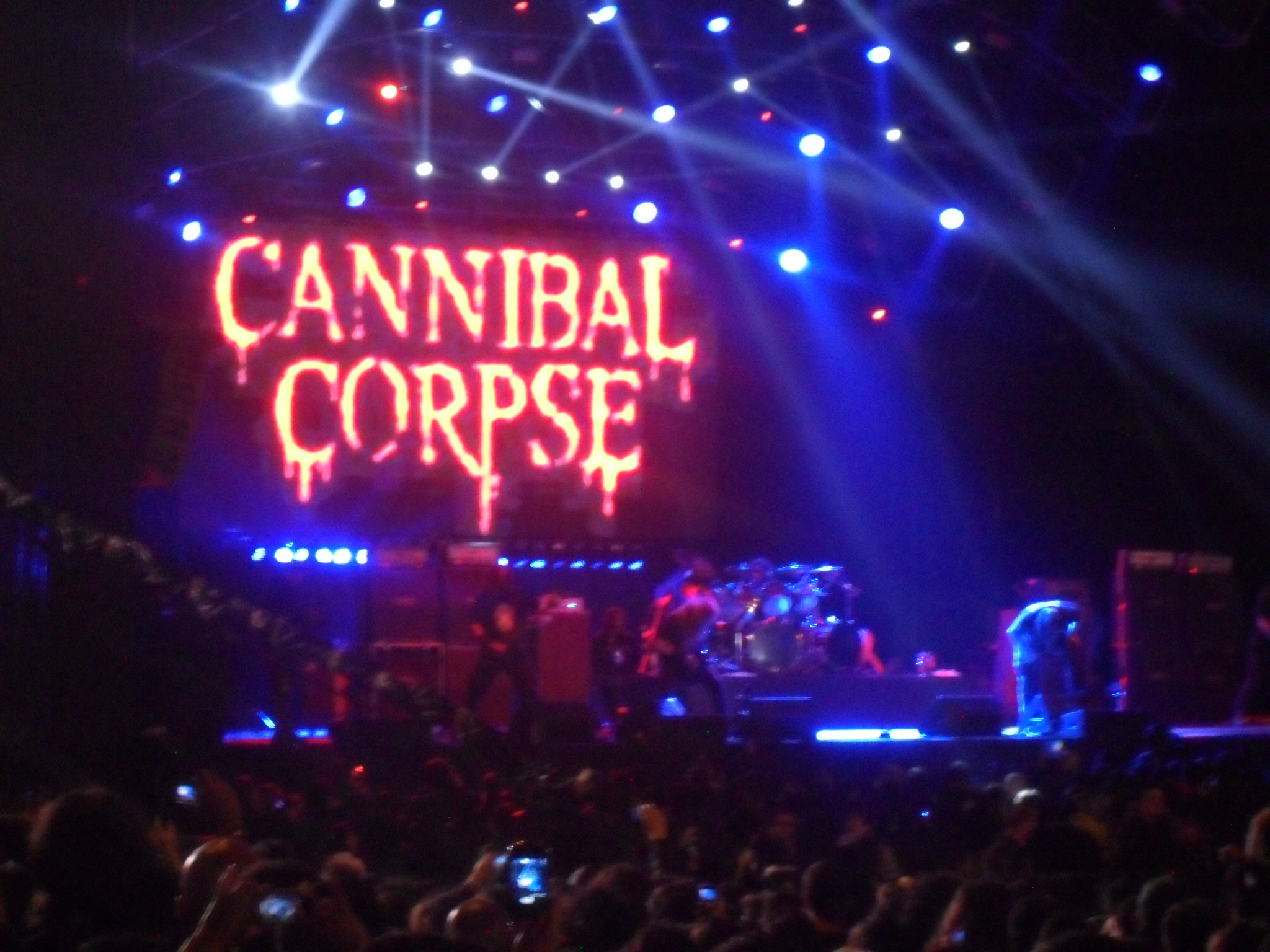
Cannibal Corpse fue uno de los actos internacionales del año 2013.

Durante este año, los bogotanos disfrutaron entre el 30 de junio y el 2 de julio de 34 bandas distritales, 15 internacionales y 12 nacionales. Como novedad este año, la Eco Carpa Distrito Rock 2013 visibilizó iniciativas autosostenibles de proyectos artísticos y se proyectaron películas roqueras recientes, producidas en América Latina.
Otra Novedad de rock al Parque 2013 fue la alianza entre el Instituto Distrital de las Artes - IDARTES, la Alta Consejería Distrital TIC y la Unidad Administrativa Especial de Espacio Público - UAESP para trabajar por el medio ambiente a través de la música y la tecnología, al organizar la recolección de residuos tecnológicos en el marco del Festival.

### 2014 (16, 17 y 18 de agosto)
La asistencia al evento este año fue masiva y sobrepasó el récord respecto a los años anteriores. Este gran cartel, fue indispensable y responsable de la oda a la música que hizo superar la mayor asistencia que había tenido hasta el momento, cuando en el año 2004 y cumpliendo diez años tuvo más 350.000 espectadores. Aproximadamente 400.000 personas durante los tres días de celebración en este 2014.la gran ausencia fue jas ensamble.
Artistas Invitados:
Ágora, Aire con Plomo, Alerta Kamarada, Anthrax, Arkanot, Aterciopelados, Beholder, Black Label Society, Cactopus, Catedral, Colombian Blues Society, Cultura Profética, Danicattack, De La Tierra, Deep Silcence, Doctor Krápula, Edson Velandia, El Freaky, El Sagrado, El Sie7e, Esteman, Exodus, fatsO, Fishbone, Flora Caníbal, FRIKSTAILERS, Gepe, GLOBOS DE AIRE, GUADALUPE PLATA, GUERRA TOTAL, HEADCRUSHER, Hoppo!, I.R.A., INFO, JÁRANATAMBÓ, Job Saas & THE HEART BEAT, Juan Pablo Vega, KILLSWITCH ENGAGE, KONTRAGOLPE, La Derecha, La Etnnia, La Gusana Ciega, La Pestilencia, LA RONERA, LA SONIDERA, LITURGIA, LOST ABOVE ETHER, LUCIFERIAN, MAD PROFESSOR, MEMPHIS MAY FIRE, Meridian Brothers, MÖBIUS, Molotov, MUCHACHITO BOMBO INFIERNO, NAWAL, Nepentes, Neurosis, NILE, No Te Va Gustar, NOSFERATU, OUTERNACIONAL, POLIKARPA Y SUS VICIOSAS, Pro-Pain, RAS JAHONNAN & NATURAL SELECTION, Sidestepper, SKAMPIDA, SLY & ROBBIE, SOULFLY, Superlitio, The Casualties, THY ANTICHRIST Y VOLCÁN.

### 2015 (15, 16 y 14 de agosto)
A.N.I.M.A.L., Adrenaline Mob, Alto Grado, Animal Mind, Ataque En contra, Atari Teenage Riot, Atom Tm, Behemoth, Blasfemia, Breska, Café Tacuba, Cápsula, Celso Piña Y Su Ronda Bogotá, Chancha Vía Circuito, Ché Sudaka, Coda, Demolator, Desorden Público, Diamante Eléctrico, Dub De Gaita, Entropía, High Rate Extinction, Ilabash, Implosion Brain, Ill Niño, Juan Cirerol, Kontra El Sistema, Koyi K Utho, La Real Academia Del Sonido, Legacía, Los Cafres, Los Mentas, Los Pericos, Mal Gusto, Malón, Manuel Mendrano, Melechesh, Mitú, Mortuorum, Ms, Nacho Vegas, Narcopsychotic, Nekromantix, Nortec Collective, Nosferatu, Nuclear Assault, P.O.D., Providencia, Pulenta, Putrilus, Random Revenge, Revenge, Ritual, Rocka, Rynno, Sacred Goat, Sagros, Schumaat Trio, Serpentarius, Severoreves, Sierra Leone´s Refugee All Stars, Soziedad Alkoholika, Sum 41, Tapan, Tears Of Misery, The Cup, The Hall Effect, Thy Unmasked, Total Chaos, Triple X, Ubergehen, Vetusta Morla, Yooko, Zalama Crew.

### 2016 (2, 3 y 4 de julio)
Aborted, Adaimon, Afónica, Against The Waves, Albatroz, Anger Rise, Bambarabanda, Banda Conmoción, Baroness, Bestiario, Burning Caravan, Caramelos de Cianuro, Chite, Convited, Cuentos de los Hermanos Grind, Cynthia Montaño, Danicattack, Deafheaven, Decapitated, Desolator, Easy Easy, Elsa y Elmar, Eshtadur, Forense, GBH, Ghetto Warriors, Goretrade, Gustavo Cordera y la Caravana Mágica, Hedor, Ikarus Falling, José Fernando Cortés, Las Manos de Filippi, Leiden, Lion Reggae, Lo Ke Diga El Dedo, Los Compadres Recerdos, Los Elefantes, Los Nastys, Los Viejos, Morbid Macabre, Mr. Bleat, Nación Criminal, Napalm Death, No Raza, Nosense Premonition, Payambó, Pedrina y rio, Perpetual Warfare, Puerto Candelaria, Razón De Ser, Reservoir Dogs D.C., Sepultura, Sick of It All, Sinergia, Socavón, Southern Roots, Stained Glory, Suicidal Tendencies con Dave Lombardo, Supremacy, The Black Dahlia Murder, Todos Tus Muertos.

### 2017(1, 2 y 3 de julio)
Umzac, Fénix, Brand New Blood, Heaven Shall Burn Shall Burn, Dead Silence, Occultus, Vein, Lamb of God, Cobra, Ekhymosis, Poker, Nervosa, Darkess, Herejía, Death Angel, Head Tambo, Organismos, Alcoholic Force, Reecarnación, Roots of Rock, Antised, Como asesinar a Felipes, Estado de Coma, H2O, Blessed Extinction, Carnivore Diprosopus, Obituary, Tijax, Valetain, La Vodkanera, Los Caligaris, Rompefuego, Sig Ragga, Elkin Robinson, Macaco, Feed Back, Enepei, Los Crema Paraíso, Los Rolling Ruanas, Zhaoze, 8BM-8Bits Memory, Cirkus Funk, Titán, Sin Pudor, 2 Minutos, Los Suziox, Acid Yesit, Panteón Rococó, Los Makenzy, Los Tres, Draco Rosa, Indio, Tres & Yo, Motor, Pablo Trujillo, Kanaku y El Tigre, Montaña, Los Espíritus, Mon Laferte, Lucrecia Dalt, Catfish, Salt Cathedral, Tulipa Ruiz, Ismael Ayende, La Santa Cecilia.

### 2018(18, 19 y 20 de agosto)

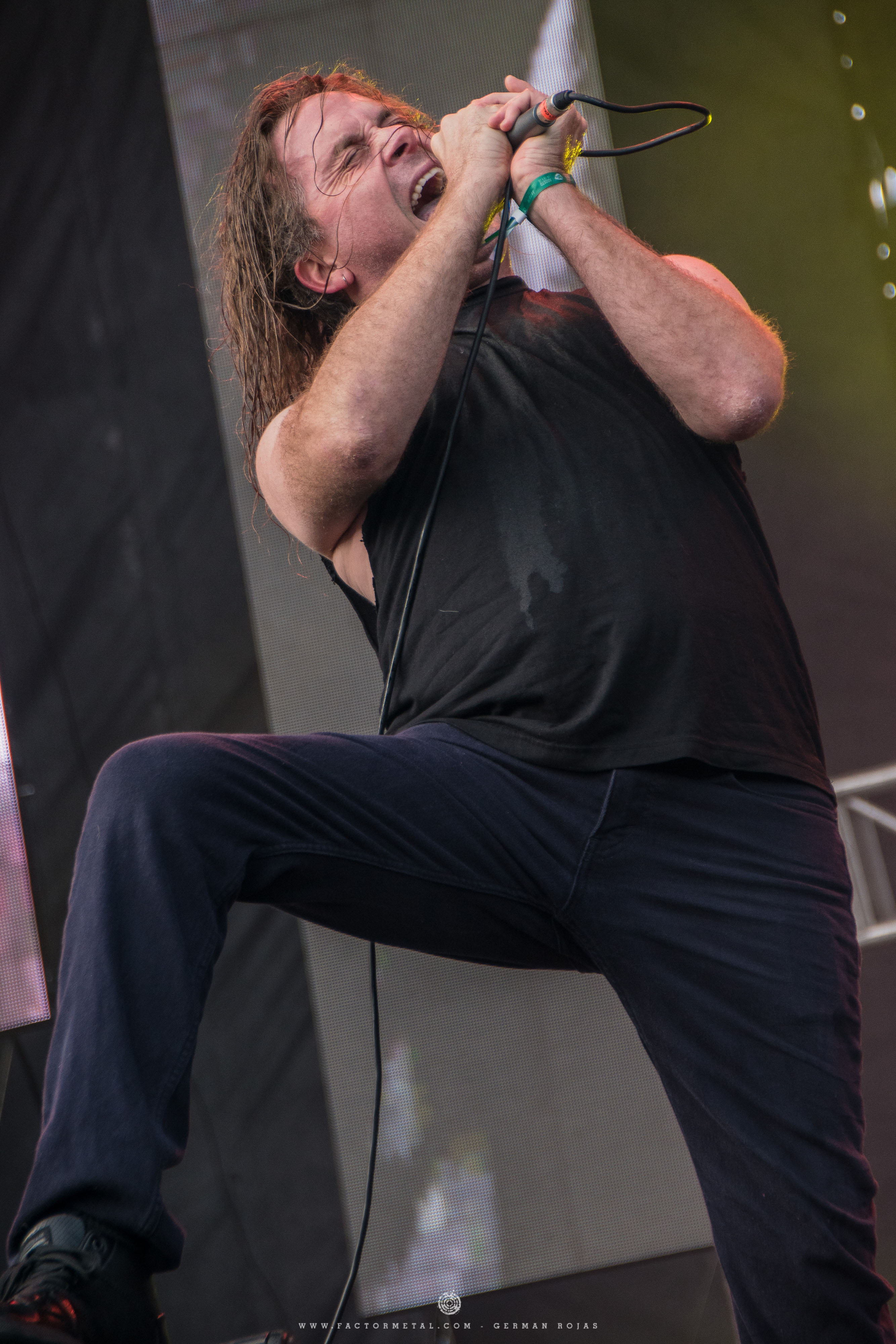
Cattle Decapitation en el 2018.

The Brainwash Machine, Angelus Apatrida, Masacre, Implosion Brain, Dark Tranquillity, Dark Funeral, Tears of Misery, Hypoxia, Cattle Decapitation, Suffocation, Vobiscum Lucipher, Skull, Loathsome Faith, D'Ius Solis, Machingon, Distraccion, Desnudos en Coma, Walls of Jericho, Syracusae, Suicide Silence, Mad Tree, Lika Nova, Rocka, Jupiter y Owkess, Antibalas, Donkristobal y The Warriors, Dancing Mood, Manniax, La Mano de Parisi, Quentin Gas y Los Zíngaros, The Inspector Cluzo, Apolo 7, HMLTD, Pussy Riot, Ginger y Los Tóxicos, Sanpeceeste, Nadie, Chico Trujillo, Mojiganga, Tokyo Ska Paradise Orchestra, Skampida, Pennywise, Militantex, Alfonso Espriella, Alain Johannes, La M.O.D.A., Lee Ranaldo, Ship, Kadavar, Durazno, Liniker E Os Caramelows, La Chiva Gantiva, Bala, V for Volume, Descartes a Kant.

### 2019(29, 30 de junio y 1 de julio)
- INVITADOS
- Orquesta Filarmónica de Bogotá, Juanes (Andrés Cepeda y Fonseca), Fito Páez, Gustavo Santaolalla, Pedro Aznar, Shoot The Radio (Zeta Bosio), Babasónicos, El Tri, Los Amigos Invisibles, El Gran Silencio, Zona Ganjah, La Vela Puerca, Christina Rosenvinge, Rita Indiana, La Fuga, Eruca Sativa, Silverio, Deicide, Sodom, Tarja Turunen, Angra, Toxic Holocaust, Dying Fetus, Grave, Capilla Ardiente, Konsumo Respeto, Acidez, The 5.6.7.8's, Channel One Sound System, Kap Bambino, Here Comes The Kraken, Vaquero Negro, Puerquerama, The Warning, Burana Polar, Southern Roots, Curupira, Tras Las Púas, Tappan, El Sagrado, Devasted Thrash Metal, Biselad, Caravanchela, Voltika, Banda Breska, Info, Kariwa, Tequendama, Power Insane, Los Sordos, Razón de Ser, Aguas Ardientes, High Rate Extintion, Guachez, Doctor Krápula, La Severa Matacera, Pedrina, Odio a Botero, Pornomotora, Under Threat, The Klaxon.

- Invitados de la Orquesta Filarmónica de Bogotá
- Control Machete, Estados Alterados, Café Tacvba, Aterciopelados, Pedro Aznar, Kraken, Draco Rosa, Los Amigos Invisibles, La Derecha.

- SHOW INFANTIL
- 31 minutos en el Teatro Jorge Eliécer Gaitán[28]

### 2022 (26- 27 de Noviembre y 3-4 de Diciembre)
- Invitados internacionales
  - Discharge (Reino Unido), Ximena Sariñana (México), Bajofondo (Argentina/Uruguay), Maldita Vecindad y los hijos del 5º Patio (México), Ho99o9 (Estados Unidos), El Columpio Asesino (España), Love of lesbian (España), Ilegales (España), Batushka (Polonia), Crypta (Países Bajos y Brasil), Evile (Reino Unido), Épica (Países Bajos), Las Ultrasónicas (México),Catnapp (Argentina),Elis Paprika & The Black Pilgrims (México), Kumbia Queers (Argentina),Asagraum (Países Bajos), Francisca Valenzuela (Chile),The Warning (México). Frank’s White Canvas (Chile)
  - Dat García (Argentina)
  - Christina Rosenvinge (España)
  - Watain (Suecia).

### 2023 (11, 12 y 13 de Noviembre)
64 agrupaciones entre invitados internacionales, invitados nacionales y ganadores de convocatorias, harán parte de la nueva edición de Rock al Parque que se realizará los días 11, 12 y 13 de noviembre de 2023 en el Parque Simón Bolívar de Bogotá.
- Invitados Distritales:
- Alto Grado, Armenia, Ataque de Pánico, Desgobierno, Ensamble Arsis, Epilepsia DC, Frailejón, Info, La Real del Sonido, Latenaz, Libre Elección, Los Pangurbes, Maskhera, Munnopsis, No Dependiente, Poison The Preacher, Southern Roots, Tears Of Misery, The Perro Boyz y Thelemata.
- Invitados Nacionales:
- Aterciopelados, Eshtadur, Javier Alerta, Junior Zamora, La Banda del Bisonte, Las Guaduas de Pank, Los Árboles, Los Suziox y Los Petitfellas.
- Invitados Internacionales:
- Agnostic Front, Ana Curra, Cabra, Carolina Durante, Chemicide, Daniel, Me Estás Matando, El Kanka, Erich, Here Comes The Kraken, In Flames, Javiera Mena, Jenny Woo, Julieta Venegas, Konvent, La Vida Boheme, Las Pastillas del Abuelo, Laura Sam, Los Auténticos Decadentes, Los Calzones, Los Outsaiders, Los Pericos, Los Punsetes, Makewar, Marilina Bertoldi, Matías Aguayo, Miss Bolivia, Nonpalidece, Noprocede, Overkill, Salón Victoria, Saratoga, Slow Crush, Sonido Gallo Negro, The Ocean y Tijuana No.

### 2024 (9, 10 y 11 de Noviembre)
Para la edición XXVIII de Rock al Parque, fueron 58 agrupaciones las que se presentaron en el Parque Metropolitano Simón Bolívar entre bandas distritales, e invitados nacionales e internacionales, a pesar de las condiciones climáticas desfavorables para el desarrollo del festival, todo siguió con normalidad y fueron al menos 300.000 asistentes entre los 3 dias.
- Invitados Distritales:
- Delasierra, Burning Caravan, Mortis y los Desalmados, Gabriela Ponce, Boca de Serpiente, Nicolas y los Fumadores, Linda Habitante, Burana Polar, Micorriza Soundsystem, La Monky Band, Mad Tree, Telégrafo, Pez Errante, Stayway, Victimized, Loathsome Faith, Storm of Darkness, Hellfish, Highway, Legio Inferi.
- Invitados Nacionales: La Pestilencia, Insanity, Superlitio, Kraken, Entreco, Kitsugaki, Doctor Krápula, Los Malkavian, Lilith.
- Invitados Internacionales
- Afsky (Dinamarca), Hypocrisy (Suecia), Testament (Estados Unidos), Fabulae Dramatis (Bélgica), Sacred Reich (Estados Unidos), Dirkschneider (Alemania), Haggard (Alemania), Ray Coyote (México), S7N (México), Arde la Sangre (Argentina), La Santisima Voladora (México), Quique Neira (Chile), The Selecter (Reino Unido), Todos tus Muertos (Argentina), Buitres (Uruguay), Stuck in the Sound (Francia), Doro (Alemania), Margaritas Podridas (México), Mad Sin (Alemania), Ostia Puta (España), Fidel Nadal (Argentina), Inspector (México), Los Toreros Muertos (España), Mago de Oz (España), Eruca Sativa (Argentina), Leon Benavente (España), Fabiana Cantillo (Argentina), Austin TV (México), Lost Acapulco (México)

### 2025 (21, 22 y 23 de Junio)
Con 56 agrupaciones: 20 bandas distritales, 9 nacionales, 3 invitadas por Bogotá y 27 internacionales, el 21, 22 y 23 de junio regresa el festival de rock más grande de Latinoamérica, que este año se desarrolla bajo el concepto "Bogotá es mi casa, es la casa del rock", una apuesta por destacar el papel de la ciudad como escenario de circulación, encuentro y construcción de memoria en torno a la música.

## Bandas Internacionales Invitadas
El festival ha tenido la presencia de agrupaciones de distintas nacionalidades, presentando parte de sus repertorios musicales entre las que se cuentan:
| País                 | Bandas Invitadas |
| América              | América |
| -------------------- | --- |
| Argentina            | Siete Delfines, Divididos, Luis Alberto Spinetta, A.N.I.M.A.L., Timmy O´ Tool, Divididos, Mississipi Blues Band, Cabezones, Botafogo, Carajo, Catupecu Machu, Auténticos Decadentes, Karamelo Santo, Todos tus Muertos, Miranda!, Babasónicos, Turf, Los Pericos, Azafata, Horcas, La Mosca Tse Tse, Capri, Fito Páez, Árbol, Los Cafres, Andrés Calamaro, Charly García, Eruca Sativa, Illya Kuryaki and the Valderramas, Jaque Reina, Malón, Juana Molina, Cápsula, Gustavo Cordera y la Caravana Mágica, 2 Minutos, Los Caligaris, Los Espíritus, Sig Ragga, Dancing Mood, Gustavo Santaolalla, Pedro Aznar, Zona Ganjah, Shoot The Radio, Zeta Bosio, Airbag, Los auténticos decadentes. |
| Bolivia              | Octavia |
| Brasil               | Niños Con Bombas de Hamburgo con miembros de Chile, Brasil y Alemania, Eminence, Ratos de Porão, Lenine, Black Drawing Chalks, Krisiun, Sepultura, Nervosa, Tulipa ruiz, Soulfly, Liniker E Os Caramelows, Angra |
| Canadá               | Sum 41 |
| Chile                | Chancho en Piedra, Criminal, Floripondio, Funkreal, Niños Con Bombas de Hamburgo con miembros de Chile, Brasil y Alemania, Dracma, The Ganjas, Gondwana, Guiso, Los Bunkers, Los Tetas, Surtek Collective, Los Mox!, Lucybell, Hoppo!, Gepe, Los Miserables, Banda Conmoción, Sinergia, Como Asesinar a Felipes, Los Tres, Mon Laferte, Chico Trujillo, Alain Johannes, Capilla Ardiente, 31 minutos |
| Costa Rica           | Las Robertas |
| Ecuador              | La Trifullka, Rocola Bacalao, Sal y Mileto, Obscura, Muscaria, SIQ, Cruks en Karnak, Descomunal, Sudakaya, Prime Ministers |
| El Salvador          | Adhesivo, Easy Easy |
| Estados Unidos       | Exodus, Dead Kennedys, D.R.I., Overkill, Draco Rosa, Coheed And Cambria, Earth Crisis, Fear Factory, Have Heart, Suicidal Tendencies, VHS or BETA, Black Rebel Motorcycle Club, Volumen Cero, Agent Steel, Death by Stereo, Anthrax, Día de los Muertos, Monstrosity, Morbid Angel, Mutemath, Shadows Fall, Biohazard, A Place to Bury Strangers, Stick To Your Guns, Cold Cave, NOFX, Inquisition, The Dillnger Escape Plan, Saul Williams, Corpse, Symphony X, Downset, Living Colour, Bosnian Rainbows, Nile, Fishbone, Outernational, Blonde Redhead, Black Label Society, Pro-Pain, Nuclear Assault, Total Chaos, POD, The Coup, Adrenaline Mob, Ill Niño, Napalm Death, The Black Dahlia Murder, Sick Of It All, Deafheaven, Baroness, Death Angel, H2O, La Santa Cecilia, The Casualties, Lamb of God, Obituary, Cattle Decapitation, Suffocation, Walls Of Jericho, Suicide Silence, Antibalas, Pennywise, Lee Ranaldo, Deicide, Toxic Holocaust, Dying Fetus |
| México               | Café Tacvba, Fobia, Jaguares, Maldita Vecindad, Molotov, Panda, Resorte, Telefunka, Kinky, Austin TV, Riesgo de Contagio, Los Concorde, Panteón Rococó, Brujería, División Minúscula, Zoé, Plastilina Mosh, Control Machete, Julieta Venegas, Thermo, La Lupita, Guillotina, Ely Guerra, Las Víctimas del Doctor Cerebro, Finde, Quiero Club, El Gran Silencio, Volován, Nortec, Dildo, Inspector, Instituto Mexicano del Sonido, Hello Seahorse!, Rebel Cats, Hoppo, Frikstailers, Agora, La Gusana Ciega, Juan Cirerol, Celso Piña, Los Viejos, Motor, Titan, Nortec Collective, Machingon, Descartes a Kant, Puerquerama, Acidez, El Tri, El Gran Silencio, Vaquero Negro, Here Comes The Kraken, The Warning, Silverio, Elis Paprika, Sekta Core!, Tijuana No! |
| Guyana               | Mad Professor |
| Jamaica              | Skatalites, Ky-Mani Marley, Black Uhuru, Junior Kelly |
| Panamá               | Cienfue, Filtro Medusa, Señor Loop |
| Perú                 | La Sarita, Libido, Zopilotes, Huelga de hambre, Kanaku y el Tigre, |
| Puerto Rico          | Puya, Cultura Profética |
| República Dominicana | Rita Indiana |
| Uruguay              | Cuarteto de Nos, No te va gustar, La Vela Puerca |
| Venezuela            | Claroscuro, Los Amigos Invisibles, Desorden Público, Plomo, Pan, Los Oceánicos, Sur Carabela, Caramelos de Cianuro, King Changó, Papashanty, Spías, Zapato 3, Chuck Norris, Candy 66, Dischord, Los Mentas, Los Crema Paraíso, Okills, La Vida Boheme. |
| Europa               | |
| Reino Unido          | Paradise Lost, Carcass, Bloc Party, Asian Dub Foundation, Anti-Nowhere League, Skindred, Steel Pulse, GBH, HMLTD, Channel One Sound System |
| España               | La Kinky Beat, Seguridad Social, Fritanga, Kop, Tom Cary, Def con Dos, Vita Imana, Los toreros muertos, Delorean, Siniestro Total, Nacho Vegas, Vetusta Morla, Soziedad Alkoholika, Against The Waves, Macaco, Angelus Apatrida, Quentin Gas & Los Zíngaros, La M.O.D.A., Bala, Konsumo Respeto, La Fuga, Christina Rosenvinge, Love of Lesbian, Ilegales |
| Finlandia            | Apocalyptica, Tarja Turunen |
| Francia              | Manu Chao, Sargento Garcia, Ina Ich, Dub Incorporation, Catfish, The Inspector Cluzo, Kap Bambino |
| Alemania             | Niños Con Bombas de Hamburgo con miembros de Chile, Brasil y Alemania, Haggard, Destruction, Atari Teenage Riot, Atom Tm, Heaven Shall Burn, Kadavar, Sodom |
| Países Bajos         | Agresión, Laberinto, Epica |
| Portugal             | Buraka Som Sistema, Fischerspooner |
| Dinamarca            | Nekromantix |
| Bélgica              | Aborted |
| Italia               | Blonde Redhead |
| Bosnia               | Dubioza Kolektiv |
| Polonia              | Vader, Behemoth, Decapited |
| Suiza                | Samael |
| Suecia               | Dark Tranquillity, Dark Funeral, Grave |
| África               | |
| República del Congo  | Jupiter & Okwess |
| Sierra Leona         | Sierra Leone's Refugee All Stars |
| Sudáfrica            | Blk Jks |
| Asia                 | |
| Israel               | Melechesh |
| China                | Vein Zhaoze |
| Japón                | Blonde Redhead, Tokyo Ska Paradise Orchestra, The 5.6.7.8's |

## Estadísticas (hasta 2014)
- La tercera edición del festival, en 1997, tuvo la mayor cantidad de bandas participantes con 87, la octava edición, en 2002, tuvo la menor cantidad con sólo 25. En promedio, se han presentado 51.6 bandas anualmente.
- La edición del año 2014, celebrando los veinte (20) años del festival, contó con la mayor asistencia registrada hasta el momento con más de 400.000 espectadores. En la celebración de los diez (10) años en 2004, asistieron más de 350.000 personas.
- En todas sus ediciones el festival se ha presentado en el Parque Simón Bolívar, en nueve ocasiones en La Media Torta, dos en el estadio Olaya Herrera y en una ocasión en el Parque El Tunal, el Parque El Renacimiento y la Plaza de Toros.
- Se han realizado 668 presentaciones a lo largo del festival, interpretadas por 406 bandas diferentes (Considerando la presentación como solista de Andrea Echeverri, cantante de Aterciopelados).
- Un total de 127 bandas se han presentado en más de una edición del festival, 80 en dos ocasiones, 28 en tres, 7 en cuatro, 7 en cinco (1280 Almas), 3 (La Pestilencia, La Severa Matacera, Vértigo) en seis, y dos (Ingrand y Morfonia) en siete ocasiones. A.N.I.M.A.L. es la banda internacional que en más ediciones se ha presentado con cuatro, junto a Catupecu Machu.
- En 14 ediciones del festival por lo menos 1 banda ha sido invitada de México en cada edición.
- Rock al parque ha cambiado 5 veces su lema desde 1998
  - en 1998: Esta es tu raza Rock al Parque
  - en 2000: De todos depende que la música no pare
  - en 2003: Porque lo bueno permanece
  - en 2004, 2005, 2006, 2007: Días de extrema convivencia
  - en 2008 y 2009: Vida, máximo respeto
- Desde 2005 el festival Rock al Parque cuenta con un espacio dedicado a la productividad y el emprendimiento en torno al rock, conocido como la “Carpa Distrito Rock”. Es decir, dedicado a todos aquellos actores del sector que se dedican a actividades que tienen como eje el rock: Fabricantes de parafernalia (camisetas, botones, afiches, etc.), sellos discográficos independientes, mánagers, técnicos, ingenieros, estudios de grabación, salas de ensayo y similares, que necesitan interactuar con el sector para dar a conocer sus productos o servicios.
- En su aspecto comercial, el festival no acepta patrocinios comerciales de marcas o empresas relacionadas con productos alcohólicos o con el tabaco y es uno de los eventos más significativos realizados por las autoridades culturales de la ciudad, teniendo como objetivo específico la población joven.
- 340.000 personas estuvieron presentes en la 15 edición del festival en 2009 con el cierre de Fito Páez.
- En 2009, se hace una retrospección al festival, invitando integrantes de bandas bogotanas que desfilaron por las tarimas del festival Rock al Parque. Tal es el caso de Ultrageno y Catedral, banda encabezada por Amós Piñeros, De 2 con Lucho y KBT como sus representantes, Estados Alterados, Defenza (el vocalista de esta extinta banda es René Segura quien es el actual vocalista de la agrupación Odio a Botero), Morfonia, Los de Adentro entre muchas otras.